# Trỏ và nhấp
Trỏ và nhấp (tiếng Anh: Point and click) là các thao tác mà người sử dụng máy vi tính di chuyển con trỏ đến một vị trí nhất định trên màn hình (trỏ) và sau đó nhấn vào một nút trên con chuột, thường là nút bên trái (nhấp), hay các thiết bị trỏ khác. Một ví dụ cho việc trỏ và nhấp chuột là siêu phương tiện, trong đó người dùng nhấp vào các siêu liên kết để di chuyển tài liệu này sang tài liệu khác.
Trỏ và nhấp chuột có thể được sử dụng với bất kỳ số lượng thiết bị đầu vào nào, từ chuột, miếng cảm ứng, bàn phím, cần điều khiển, các nút di chuyển đến con lăn. Các giao diện người dùng, ví dụ như giao diện người dùng đồ họa, thỉnh thoảng được mô tả như "giao diện trỏ-và-nhấp", thường nhằm mục đích cho thấy rằng chúng rất dễ sử dụng, chỉ đơn giản là đòi hỏi người dùng cho biết ý định của họ. Việc sử dụng cụm từ này để mô tả phần mềm tức là đang ngụ ý rằng giao diện có thể điều khiển được chỉ bằng một con chuột, với rất ít hoặc không có thao tác nào thuộc về bàn phím, cũng như với nhiều giao diện người dùng đồ họa.